# Yasmin
Yasmin is een in het Midden-Oosten veel voorkomende meisjesnaam van Perzische oorsprong, met de betekenis van "jasmijn-bloesem". De naam is afgeleid van het Perzische  (Fārsi) “yâsamin” dat "Geschenk van God", "Godsgeschenk" betekent. De naam komt ook in Nederland voor.
Varianten van de naam zijn Yasiman, Yasmeen, Yasmeena, Yasmena, Yasmene, Yasmina, Yasminda, Yasmine, Yazmin, Jasmijn, Jasmin en Jasmine.
De uitspraak in het Perzisch is "jasemieneh" of "jasamieneh". De uitspraak in het Engels is "djesmin". De uitspraak in het Nederlands is "jasmin".

## Bekende naamdraagsters
- Yasmeen Ghauri, Pakistaans-Canadees topmodel
- Yasmeen Hameed, Pakistaanse dichter
- Yasmeen Lari, Pakistaanse architect
- Yasmin Alibhai-Brown, in Oeganda geboren journalist, gevestigd in Londen
- Yasmin Aga Khan, dochter van Rita Hayworth and Prins Aly Khan
- Yasmin Levy, Israëlische zangeres
- Yasmin Ratansi, Canadees parlementslid
- Yasmin (Bratz karakter), uit de modepoppenlijn
- Yasmin Karssing, Nederlandse zangeres, musicalactrice en fotomodel
- Yasmin (zangeres), Nederlandse zangeres
- Yasmine, artiestennaam van Vlaamse zangeres Hilde Rens
- Yasmine Bleeth, Amerikaanse tv- en filmactrice
- Yasmine Pahlavi, vrouw van Reza Pahlavi II, kroonprins van Iran.
- Jasmin Le Bon, ook gespeld Yasmin, geboren Parvaneh, een Engels-Iraans fotomodel en getrouwd met Simon Le Bon (zanger van Duran Duran)
- Jasmine Sendar, een Nederlandse actrice
- Jasmine Anette Valentin, een Finse zangeres
- Jasmine van den Bogaerde (Birdy), een Engelse zangeres

## Fictieve naamdraagsters
- Jasmine of Jasmijn, prinses in Disney's tekenfilm Aladdin.

## Andere betekenissen
- Yasmina (1949- ), Belgische schilder
- de film Yasmin uit 2005
- merknaam Yasmin® voor het anticonceptiemiddel Drospirenon